# Jeffrey Hoffman
Jeffrey Alan Hoffman (New York, 2 november 1944) is een voormalig Amerikaans ruimtevaarder. Hoffman zijn eerste ruimtevlucht was STS-51-D met de spaceshuttle Discovery en vond plaats op 12 april 1985. Tijdens de missie werden twee communicatiesatellieten in een baan rond de Aarde gebracht.
In totaal heeft Hoffman vijf ruimtevluchten op zijn naam staan, waaronder een missie naar de Ruimtetelescoop Hubble. Tijdens zijn missies maakte hij vier ruimtewandelingen. In 1997 verliet hij NASA en ging hij als astronaut met pensioen. Sinds 2002 is hij werkzaam bij het Massachusetts Institute of Technology.